# Swedish Empire Live
Swedish Empire Live – drugi album koncertowy szwedzkiej grupy muzycznej Sabaton

## Lista utworów
1. The March To War - 1:10
2. Ghost Division - 4:13
3. Uprising - 5:36
4. Gott Mit Uns - 4:36
5. Cliffs Of Gallipoli - 5:47
6. The Lion From The North - 6:24
7. The Price Of A Mile - 7:15
8. Into The Fire - 3:29
9. Carolus Rex - 7:10
10. Midway - 5:20
11. White Death- 4:41
12. Attero Dominatus - 4:35
13. The Art Of War - 5:52
14. Primo Victoria - 5:16
15. 40:1 - 9:44
16. Metal Crüe - 8:11